# Peptide-méthionine (S)-S-oxyde réductase
La peptide-méthionine (S)-S-oxyde réductase est une oxydoréductase qui catalyse la réaction :
peptide-L-méthionine (S)-sulfoxyde + thiorédoxine réduite  {\displaystyle \rightleftharpoons }  peptide-L-méthionine + thiorédoxine oxydée + H2O ;
L-méthionine (S)-sulfoxyde + thiorédoxine réduite  {\displaystyle \rightleftharpoons }  L-méthionine + thiorédoxine oxydée + H2O.
Cette enzyme est très spécifique de l'énantiomère (S) de la méthionine sulfoxyde, avec une plus grande activité vis-à-vis de la L-méthionine sulfoxyde que de la D-méthionine sulfoxyde. Elle peut également réduire la D-méthionine (S)-sulfoxyde libre, mais agit alors plus lentement. Elle intervient dans la prévention des dommages dus au stress oxydant en réduisant les formes oxydées de la méthionine, rendant leur fonctionnalité aux peptides altérés par l'oxydation.
Chez certaines espèces telles que Neisseria meningitidis, l'activité peptide-méthionine (S)-S-oxyde réductase et l'activité peptide-méthionine (R)-S-oxyde réductase sont présentes sur la même protéine, tandis que chez d'autres espèces ces deux activités enzymatiques sont portées par des protéines distinctes,.
La réduction de la méthionine sulfoxyde passe par un intermédiaire acide sulfénique, –SOH.